# Бругг
Бругг (нім. Brugg) — місто  в Швейцарії в кантоні Ааргау, округ Бругг. Назва місцевості відповідає швейцарсько-німецькому слову «Brücke». Це вторинна назва поселення, що стосується розташованої середньовічної переправи Ааре на дорозі з Цюриха в Базель.
Район Альтенбург, що належить Бруггу з 1901 року, було найстарішою перевіреною резиденцією графів Габсбургів, і до тих пір, поки центр влади не перемістився до Австрії, Бруґґ був міським центром центральній частині Габсбургів. 
З моменту завоювання Габсбурзького Ааргау конфедератами в 1415—1798 роках Бругге був містом бернського підпорядкування. З 1798 року входить до складу Ааргау, який був утворений — Гельветійською Республікою.
Сьогодні Бруґґ є регіональним центром на північному заході Швейцарії і, разом з сусіднім містом Віндіш, який є центром розвитку кантону. У місті розташовані великі промислові та торгові зони, штаб-квартира Союзу фермерів, Університет прикладних наук Північно-Західної Швейцарії та арсенал інженерних військ Збройних сил Швейцарії.

## Географія
Місто розташоване на відстані близько 85 км на північний схід від Берна, 16 км на північний схід від Аарау.
Бругг має площу 8,3 км², з яких на 49,8% дозволяється будівництво (житлове та будівництво доріг), 12% використовуються в сільськогосподарських цілях, 30,3% зайнято лісами, 7,9% не є продуктивними (річки, льодовики або гори).
Територія простягається з південного-заходу на північний-схід в долині по річці Ааре на довжину понад 9 км, але його максимальна ширина становить трохи більш як 1 км. Річка розділяє два різних за формою ландшафту: Швейцарське плато і Тейбл-Юра. Протягом приблизно 12 км ділянки в окрузі Бруґґ річка має ухил близько 20 м.
На південному-заході, на правому березі Ааре, розташовується комуна Шинцнах-Бад, яка з 2020 року є районом Бруґґа. Головний канал електростанції Вільдегг-Бругг, розташованої в комуні Фільнахерн, починається у Шинцнах-Бад. Поруч з каналом на кілька кілометрів простягається територія «Вілдішахен», що характеризується заплавами вздовж старого русла річки Ааре. На схід від нього над долиною річки височіє гора Вюльпельсберг, на найвищій точці якої розташовується — Габсбургський замок. 
У Альтенбурга підводний канал електростанції Вільдегг-Бругг з'єднується зі старим руслом Ааре на північ від лісового масиву «Шахенінзель», який запружений допоміжною греблею. Після вигину навколо скелі Альтенбург Ааре тече в східному напрямку через 200-метрову ущелину з порогами, де стоїть колишня міська електростанція і де Зюссбах впадає в Ааре. Річка, ширина якої в інших випадках досягає 130 м, проходить поруч зі старим містом Бруґґ через глибокий пролом у вапняковій скелі шириною всього 12 м, через який в найвужчому місці перекинутий старий міст.
На схід від старого міста Ааре виходить з вузької ущелини і впадає в широку рівнину району Шахен біля — мосту Казино-Бруґґ. Вона проходить через рівнину «Ауфельд» на південній околиці.
Вузький бічний рукав, по якому проходить муніципальна межа, відокремлює острів «Гайсеншахен» від рівнини. Нижче острова по обидва боки річки збереглися великі ділянки заплавного лісу. З Аушахена через річку Ааре до очисних споруд веде трубопровідний міст, розташований посеред лісового масиву. У 1988—1989 роках біля Аухофа і нижче моста Фогельзанг в районі Шахена, були побудовані нові бічні «рукави» для поліпшення динамічного розвитку заплави.
На східному кордоні міста розташовується Швейцарський замок, обнесений ровом. Тут протікають три найважливіші річки країни: Ройс, Ааре і Ліммат. На крайньому північному-сході, у вузькому місці між Райнербергом (522 м над рівнем моря) і гирлом річки Ліммат, розташовується Лауффор. Рівнина на південь від Альтенбурга майже повністю забудована житловими та комерційними будівлями та спортивними спорудами аж до кантональної дороги. На південному сході разом з селищем Віндіш виросло селище Бруґґ.
Площа муніципалітету становить 636 га, з яких 174 га вкриті лісом і 334 га забудовані. Найвища точка — Брюггерберг — 516 м, найнижча — в гирлі річки Ліммат — 328 м.
Сусідніми з Бруґґом муніципалітетами є: Рінікен, Рюфенах, Філліген, Унтерзігенталь, Гебенсторф, Віндіш, Гаузен, Габсбург, Лупфіг, Гольдербанк, Шинцнах, Фельтхайм, Фільнахерн і Безберг.
До початку XIX століття територія міста становила лише десяту частину нинішньої міської території. У 1823 році місто Бруґґ купило близько чверті своєї території у сусідньої комуни Лауффор, а в 1827 році він придбав кілька ділянок землі у комуни Умікен. Альтенбург був приєднаний до міста в 1901 році, а Лауффор — в 1970 році. Умікен став частиною міста Бруґґ у 2010 році, а з 2020 року територія раніше незалежного муніципалітету Шинцнах-Бад також входить до складу міської території згідно з муніципальними угодами 2018 року.

## Демографія
2019 року в місті мешкало 12 575 осіб (+8,4% порівняно з 2010 роком), іноземців було 28,7%. Густота населення становила 1522 осіб/км².
За віковим діапазоном населення розподілялося таким чином: 18,1% — особи молодші 20 років, 60,8% — особи у віці 20—64 років, 21,1% — особи у віці 65 років та старші. Було 5602 помешкань (у середньому 2,2 особи в помешканні).
Із загальної кількості 9929 працюючих 13 було зайнятих в первинному секторі, 1565 — в обробній промисловості, 8351 — в галузі послуг.